# Sân bay Salzburg

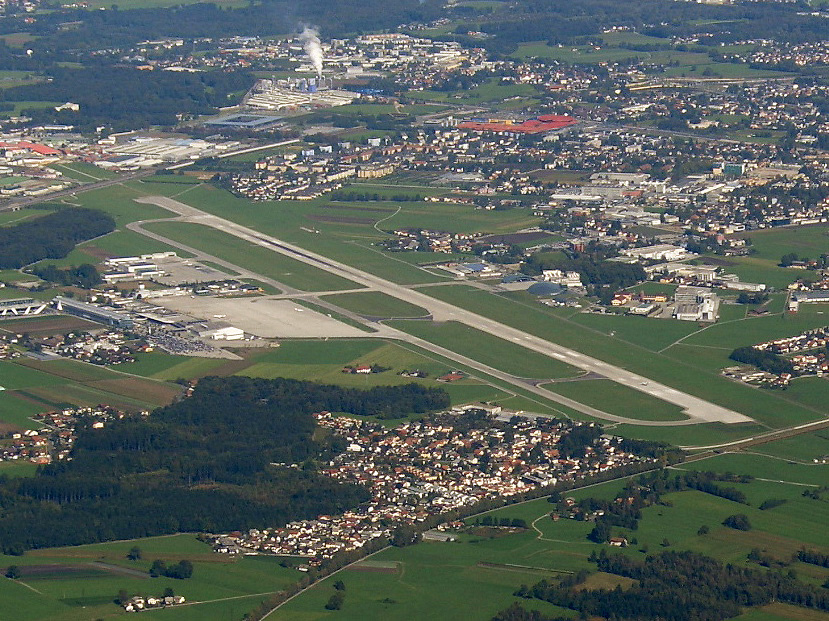
Nhìn từ không trung

Sân bay Salzburg là một sân bay tại Áo. Sân bay này được đặt tên theo nhà soạn nhạc sinh ra ở Salzburg, Wolfgang Amadeus Mozart. Sân bay này nằm cách trung tâm Salzburg 4 km, cách biên giới Áo-Đức 2 km.
Sân bay này thuộc sở hữu chung của thành phố Salzburg (25%) và bang Salzburg (75%). Năm 2001, nó có giá trị 22 triệu Euro.

## Các hãng hàng không và các tuyến điểm
- Austrian Airlines (Chania, Corfù, Samos, Thessaloniki, Thira) 
  - operated by Austrian Arrows (Düsseldorf, Frankfurt, Linz, Wien)
- Austrojet (Banja Luka, Stuttgart, Tivat)
- British Airways (London-Gatwick)
- Cirrus Airlines (Zurich)
- Ryanair (Dublin, London-Stansted)
- Thomsonfly (Manchester)
- TUIfly (Berlin-Tegel, Cologne/Bonn, Hamburg, Hannover)

## Các chuyến bay thuê bao mùa Hè năm 2008
- Aegean Airlines (Kos)
- Air Europa (Bristol)
- Austrian Airlines (Antalya, Arrecife, Bodrum, Bristol, Corfù, Dalaman, Fuerteventura, Heraklion, Kos, Marrakech, Rhodi, Samos, Tivat, Zakynthos)
  - Austrian Airlines operated by Austrian Arrows (Araxos, Calvi, Catania, Olbia, Naples, Preveza, Southampton)
- Bulgarian Air Charter (Burgas)
- Eurocypria Airlines (Larnaca)
- Karthago Airlines (Djerba, Tunis)
- Koral Blue Airlines (Sharm el Sheik)
- Nouvelair (Djerba, Monastir)
- Pegasus Airlines (Antalya, Dalaman)
- SunExpress (Antalya)
- Thomsonfly (Birmingham, Manchester, Newcastle)
- Tunisair (Monastir)

## Các tuyến từng hoạt động
- Amsterdam (Air Alps)
- Birmingham (Fly Be)
- Brussels Charleroi (Ryanair)
- Graz (Styrian Spirit)
- Klagenfurt (Styrian Spirit)
- Istanbul (Turkish Airlines)
- Leipzig (TUIFly)
- London-Manston (Eujet)
- Maribor (Styrian Spirit)
- Paris Charles de Gaulle (Styrian Spirit)
- Trondheim (Norwegian Air)
- Zurich (Styrian Spirit)